# Argyrosomus inodorus
Argyrosomus inodorus is een  straalvinnige vissensoort uit de familie van ombervissen (Sciaenidae). De wetenschappelijke naam van de soort is voor het eerst geldig gepubliceerd in 1995 door Griffiths & Heemstra.